# Veli Iž
Veli Iž je naselje  na otoku Ižu (Hrvaška).

## Geografija
Veli Iž je največje naselje na otoku. Naselje leži ob zalivu na severozahodni strani otoka, ima manjše pristanišče, znotraj katerega je majhna marina.
Pristan leži v zalivu in je odprt severozahodnim vetrovom. Globina morja v pristanu je do 2 m.
Marina ima v morju 50 privezov s priključki za elektriko in vodo, ter 200 mest na kopnem, srvisno delavnico in splavno drčo

## Zgodovina
Na griču Veli Opaćac vzhodno od naselja so vidni ostanki utrjenega ilirskega naselja z obrambnim zidom. Ostanke ilirskega naselja so našli tudi na griču Košljun severno od Velega Iža. Na lokaciji današnjega naselja pa so ohranjeni ostanki rimskega naselja.
Župnijska cerkev sv. Petra se v starih listinah prvič omenja v 14. stol., vendar zgradba ni ohranjena v prvotni obliki. V naselju sta se ohranila dvorca Canagetti in Fanfogna, ki sta pripadala istoimenskima zadarskima plemiškima družinama. Dvorec Fanfogna je zgrajen v romanskem slogu, bil kasneje prezidan, in v 19. stol preurejen šolo.
V ohranjenem mestnem jedru Velega Iža danes stoji obnovljena cerkev sv. Petra in Pavla in etnografska zbirka, ki hrani številne primerke iške obrti, orodja in keramičnih izdelkov.

## Demografija
| Pregled števila prebivalcev po letih | Pregled števila prebivalcev po letih | Pregled števila prebivalcev po letih | Pregled števila prebivalcev po letih | Pregled števila prebivalcev po letih | Pregled števila prebivalcev po letih | Pregled števila prebivalcev po letih | Pregled števila prebivalcev po letih | Pregled števila prebivalcev po letih | Pregled števila prebivalcev po letih | Pregled števila prebivalcev po letih | Pregled števila prebivalcev po letih | Pregled števila prebivalcev po letih | Pregled števila prebivalcev po letih | Pregled števila prebivalcev po letih | Pregled števila prebivalcev po letih |
| ------------------------------------ | ------------------------------------ | ------------------------------------ | ------------------------------------ | ------------------------------------ | ------------------------------------ | ------------------------------------ | ------------------------------------ | ------------------------------------ | ------------------------------------ | ------------------------------------ | ------------------------------------ | ------------------------------------ | ------------------------------------ | ------------------------------------ | ------------------------------------ |
| 1857                                 | 1869                                 | 1880                                 | 1890                                 | 1900                                 | 1910                                 | 1921                                 | 1931                                 | 1948                                 | 1953                                 | 1961                                 | 1971                                 | 1981                                 | 1991                                 | 2001                                 | 2011                                 |
| 722                                  | 897                                  | 1044                                 | 1205                                 | 1318                                 | 1431                                 | 1753                                 | 1484                                 | 1321                                 | 1224                                 | 1021                                 | 847                                  | 556                                  | 468                                  | 410                                  | 400                                  |